# Быбло
Быбло (укр. Библо) — село в Добромильской городской общине Самборского района Львовской области Украины.
Население по переписи 2015 года составляло 362 человек. Занимает площадь 1,33 км². Почтовый индекс — 82010. Телефонный код — 3238

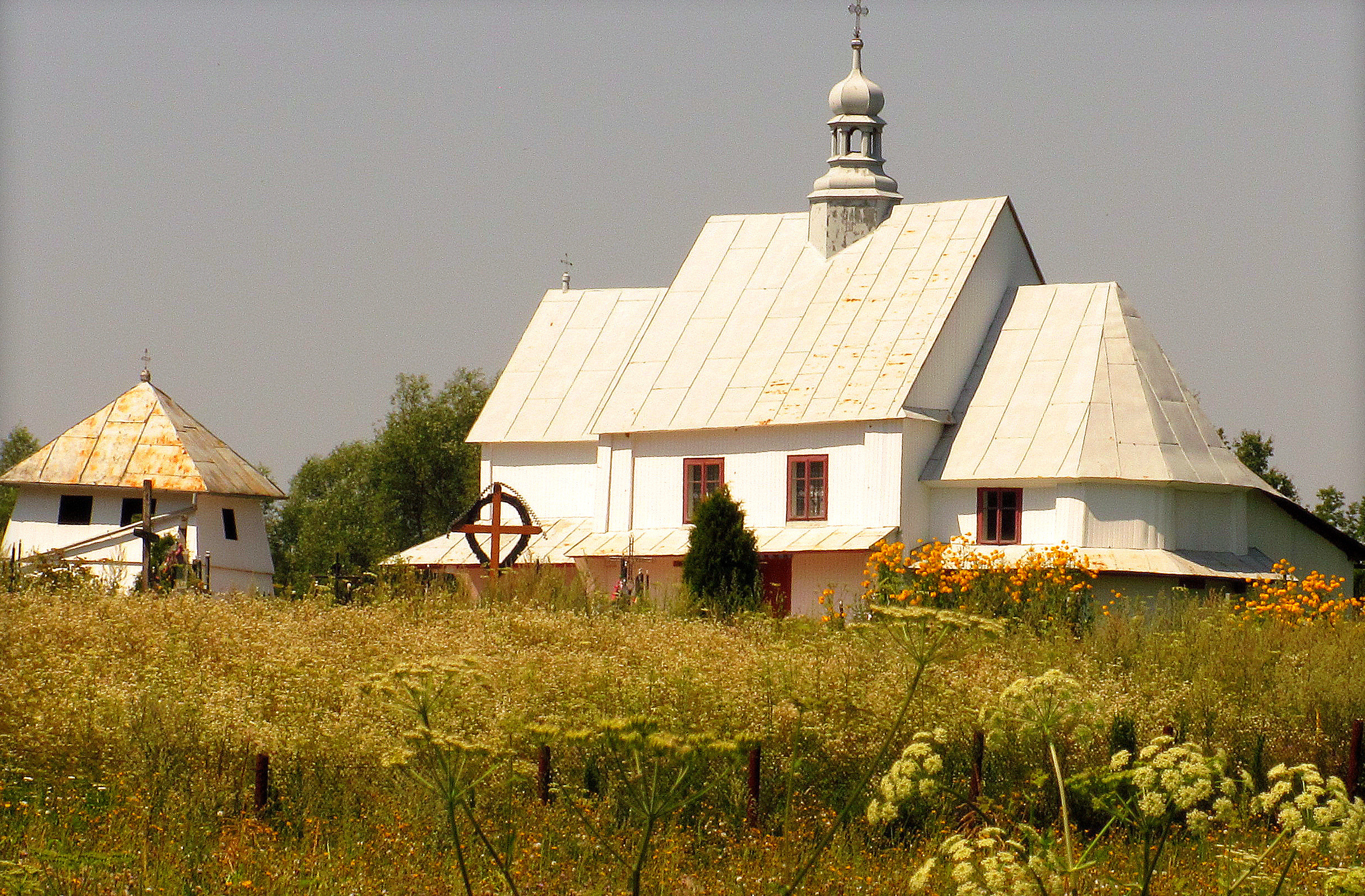
Церковь Воздвижения Честного Креста. 1825 г.
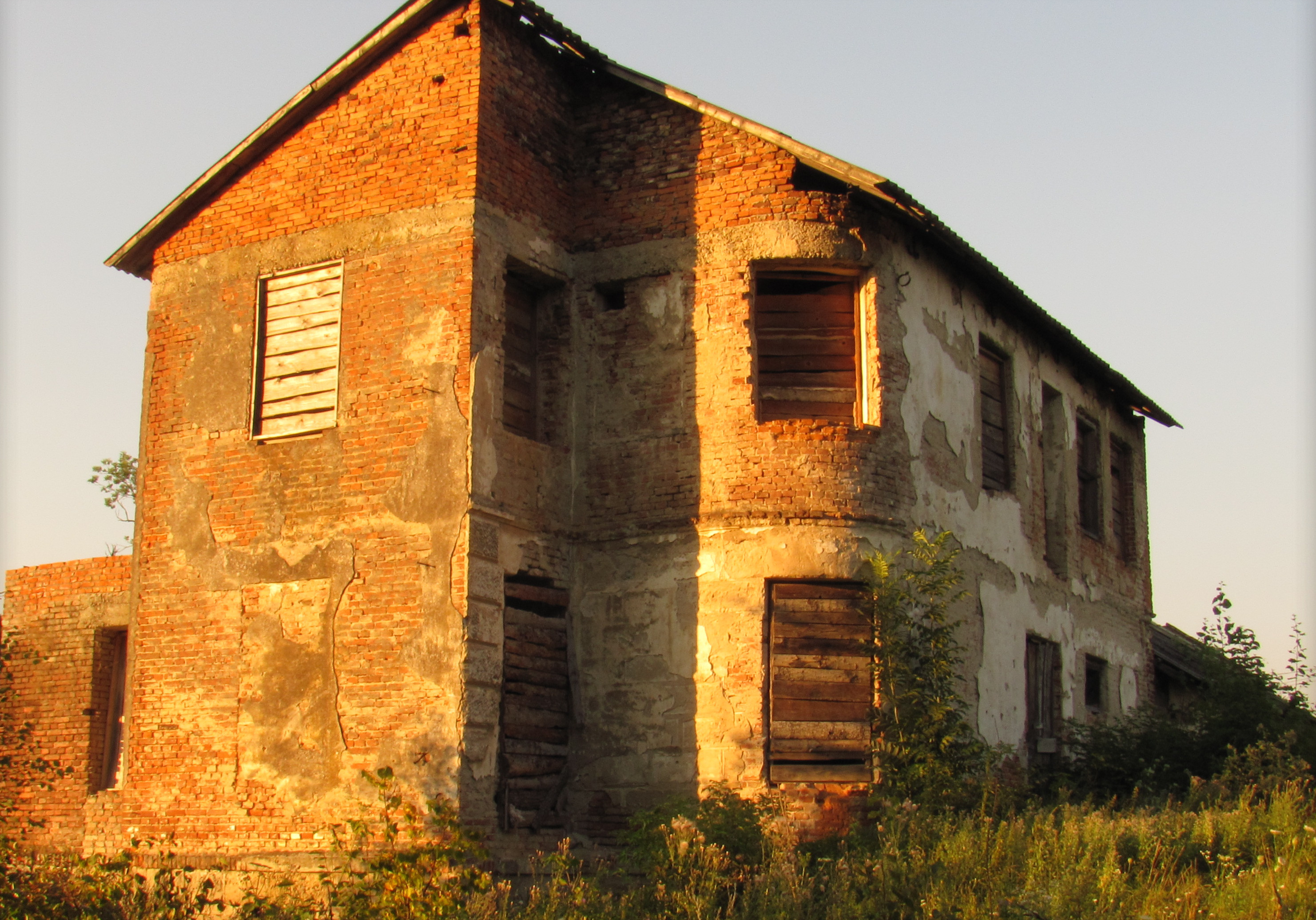
Дворец пана Тарнавского
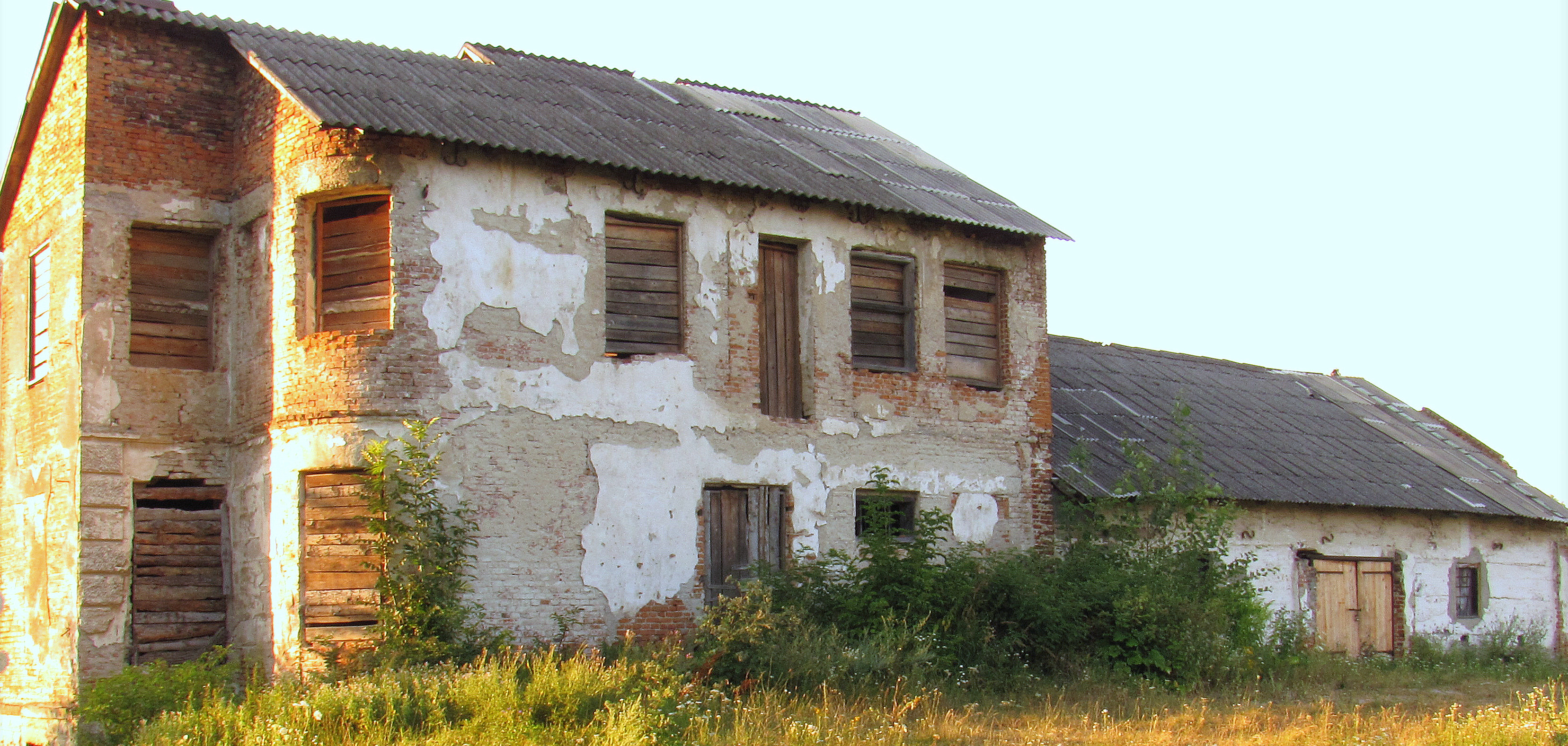
Дворец пана Тарнавского
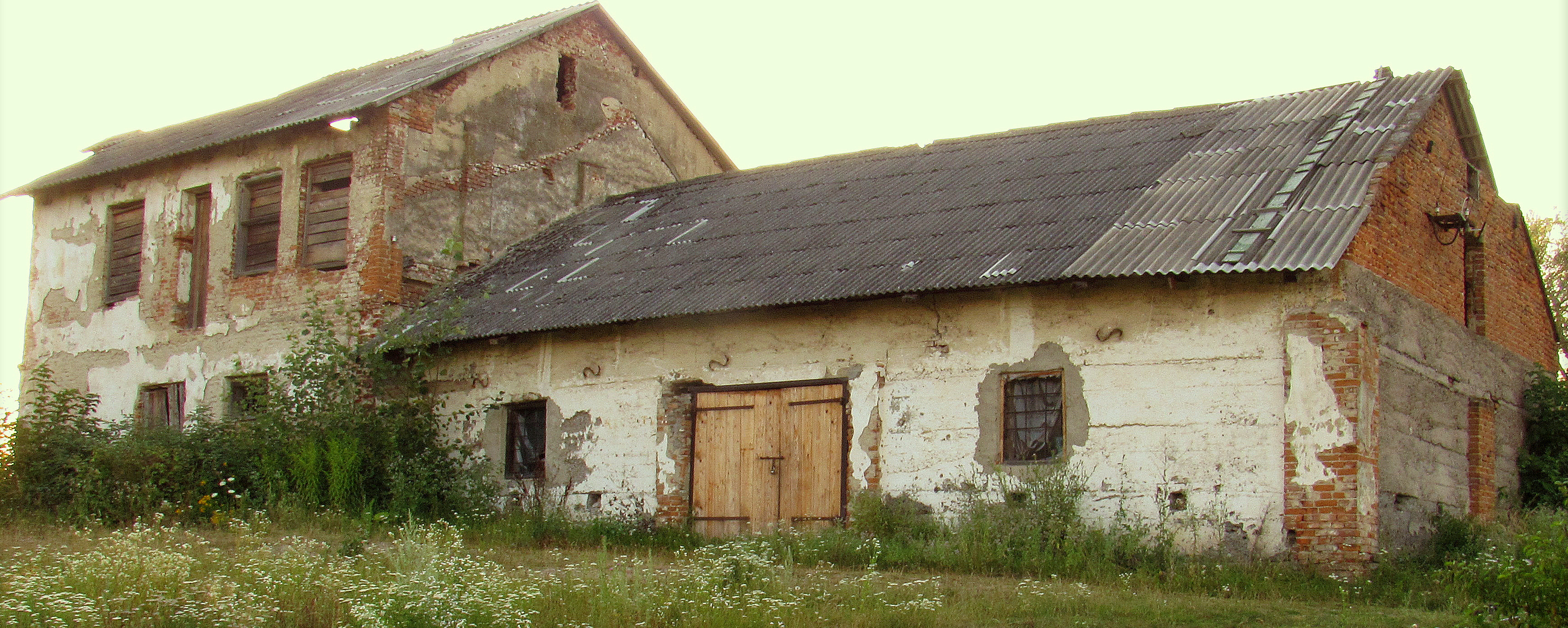
Дворец пана Тарнавского